# Volo Far Eastern Air Transport 104
Il volo Far Eastern Air Transport 104 era un volo a corto raggio che collegava l'aeroporto internazionale di Kaohsiung all'Aeroporto di Taipei-Songshan, Taiwan, operato da un Handley Page Dart Herald 201 che si schiantò il 24 febbraio 1969 durante l'avvicinamento per un atterraggio d'emergenza all'aeroporto di Tainan.

## L'aereo
L'aereo che operava il volo 104 era un Handley Page Dart Herald 201, numero di serie 157 e immatricolato B-2009. L'aereo fu prodotto nel 1963 al Radlett Aerodrom nel Regno Unito con la sua immatricolazione G-APWI. Fu poi acquistato dalla Jersey Airlines, poi dalla British United Airways e poi dalla BUIA. Ben presto entrò nella flotta di Far Eastern Air Transport.

## L'incidente

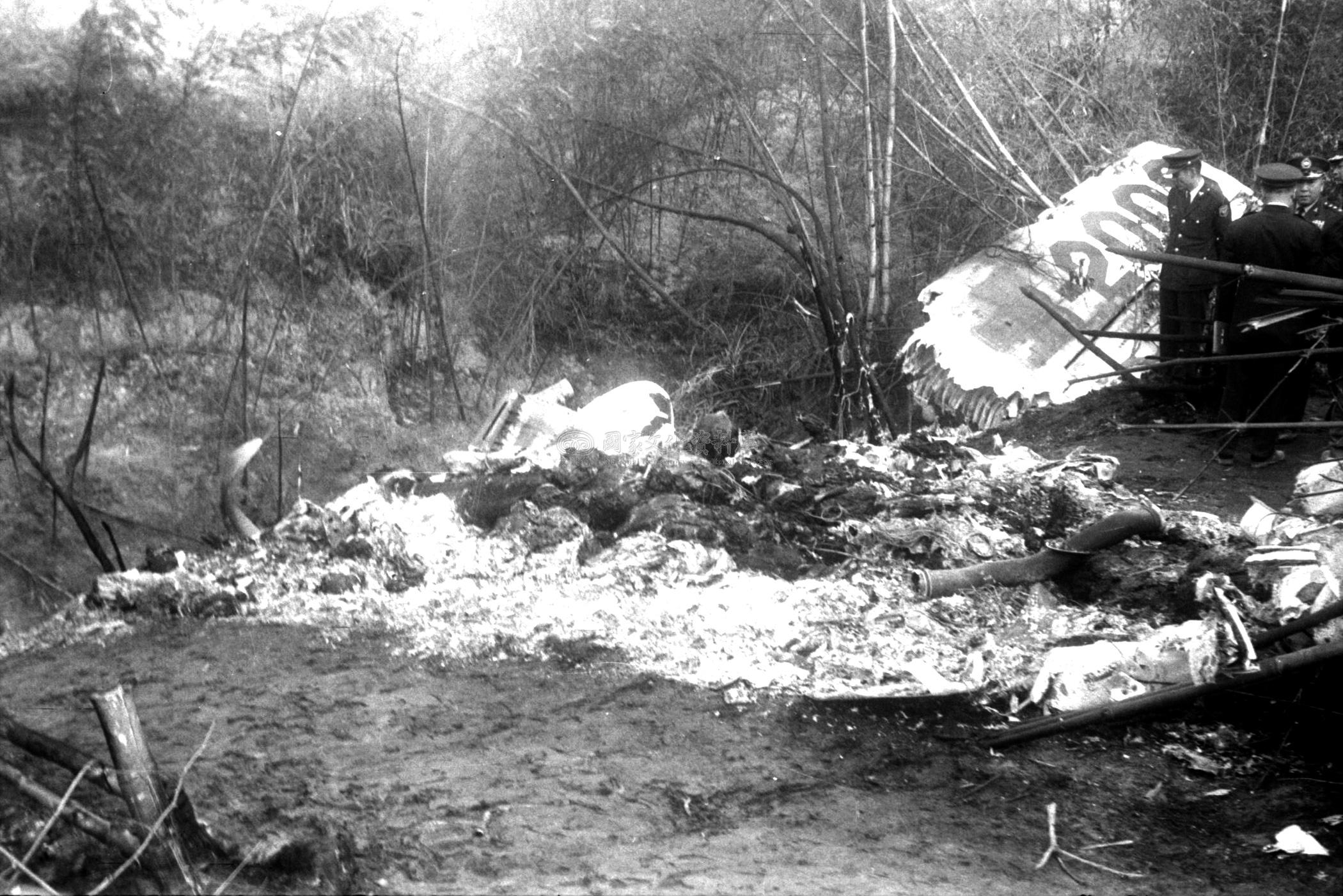
Investigatori sul luogo dello schianto di B-2009.

Il 24 febbraio 1969 B-2009 effettuò il volo 104, che riportava a casa i passeggeri del Festival di Primavera volando dall'aeroporto internazionale di Kaohsiung all'aeroporto di Taipei Songshan. Il volo decollò alle 12:03, dopo un ritardo di 13 minuti dalle 11:50. Dieci minuti dopo il decollo, il comandante comunicò alla torre di controllo dell'aeroporto di Tainan che si era verificato un problema al motore. Il motore di sinistra dell'aereo si era guastato, lasciando l'elica che girava a vuoto e l'aereo in una discesa poco profonda. I piloti decisero di dirottare all'aeroporto di Tainan nell'omonima città. Tuttavia, pochi istanti dopo aver ricevuto l'autorizzazione per un atterraggio d'emergenza, l'aereo sorvolò un'area boscosa, atterrò di pancia in una piccola radura e scivolò in un ruscello. L'aereo si ruppe in tre parti e prese fuoco, uccidendo tutti a bordo.

## Causa
Si ritiene che l'incidente fosse avvenuto a causa di un guasto al motore a metà volo. L'equipaggio non riuscì a mettere in bandiera l'elica che stava creando un'elevata resistenza, facendole perdere il controllo.